# Idazio di Merida
Idazio (Idacius, soprannominato Clarus) (prima metà del IV secolo – 392) fu prelato in Spagna e successivamente arcivescovo di Mérida. È famoso per essersi opposto fermamente a Priscilliano di Avila e al suo movimento. Si dimise nel 388 dalla carica di vescovo; tentando poi di riprendersi la carica fu esiliato a Napoli.
Idacius Clarus è uno dei possibili autori di Contra Varimadum, oppure è Vigilio Tapensis sotto questo pseudonimo
Idacius è conosciuto per aver citato il Comma Giovanneo.
Idacius Clarus non è da confondere con Ithacius vescovo di Ossonoba che in alcune opere viene chiamato Idacius Clarus